# Пауэлл, Сесил Фрэнк
Сесил Фрэнк Пауэлл (англ. Cecil Frank Powell; 5 декабря 1903, Тонбридж, Великобритания — 9 августа 1969, Валсассино, Италия) — британский физик, лауреат Нобелевской премии по физике в 1950 году «за разработку фотографического метода исследования ядерных процессов и открытие мезонов, осуществленное с помощью этого метода».

## Биография
Пауэлл родился в декабре 1903 года в Англии. Его родители были бедными и они были полны решимости дать своему ребёнку хорошее образование, чтобы увеличить их возможности на лучшую жизнь. В 1921 году Пауэлл получил (по конкурсу) стипендию одного из колледжей в Кембриджском университете, который он окончил в 1925 году с отличием по науке. Он начал свою научную карьеру в Кавендишской лаборатории, возглавляемой Эрнестом Разерфордом. После получения учёной степени в Кембридже в 1928 году, Пауэлл занял место в новой физической лаборатории в Бристольском университете, где и провёл остаток своей карьеры, продвинувшись до должности профессора в 1948 и директора лаборатории в 1964 году.

## Научные достижения
В результате экспериментальной работы Пауэлла был открыт пи-мезон — тяжелая субатомная частица. Сотрудниками Пауэлла были Джузеппе Оккиалини, Х. Мюрхед и молодой бразильский физик Чезаре Латтес. Пион оказался предсказанной в 1935 году Хидэки Юкавой частицей, ответственной за перенос сильного взаимодействия в теории атомного ядра, разработанной Юкавой. Кроме Нобелевской премии Пауэлл был награждён медалью имени Ломоносова. Также он был одним из подписавших в 1955 году манифест Рассела — Эйнштейна.
В 1947 году Бристольская группа Пауэлла идентифицировала новую частицу в космической радиации. Пауэлл вместе с ещё двумя учёными открыли π- мезон и показали, что эта субъядерная частица была образована при ядерных реакциях и быстро распадалась на лету, образуя µ- мезон. Открытие решило сложную научную проблему и помогло открыть новую эру в физике элементарных частиц. 
Пауэлл продолжил развивать и использовать фотографический метод Бристоля. Его лаборатория стала источником новых экспериментальных открытий в мезонной физике и международным тренировочным центром для физиков из многих стран. В 1950 он был награждён Нобелевской премией за разработку фотографического метода исследования ядерных процессов и открытие мезонов, осуществленное с помощью этого метода.
Выдающийся английский учёный, известный своими открытиями в физике элементарных частиц. Также он был глубоко связан с проблемами, относящимися к общественной ответственности учёных. Пауэлл был лидером в Мировой Федерации Научных Работников в середине 1950-х годов и был основателем Пагуошских Конференций по науке и мировых дел в 1957 году. Как публичная личность в своих опубликованных статьях Пауэлл подчеркивал опасность разрушительного оружия и необходимость международного сотрудничества.

## Награды
- Медаль Хьюза (1949)
- Нобелевская премия по физике (1950)
- Бейкеровская лекция (1957)
- Медаль и премия Резерфорда (1960)
- Кельвиновская лекция (1960)
- Королевская медаль (1961)
- Большая золотая медаль имени М. В. Ломоносова (1967)
- Медаль и премия Гутри (1969)